# 法上部
法上部（或，藏語：Chos-mchog-pahi sde），音譯曇摩尉多利迦、達謨多梨與、達摩鬱多梨，又作法勝部、法盛部、法尚部；為部派佛教二十部之一，上座部之一派。

## 宗義
依《異部宗輪論》，此部為佛陀入滅後三百年由犢子部分派而出，教義與犢子部略同。
法上為部主之名，係取「法是可尊敬」之意，或意謂“法係世間眾人之上者”。分出之因，由於解釋「已解脫更墮，墮由貪復還，獲安喜所樂，隨樂行至樂」一偈之義所執不同而起。此部以為該頌所說為：阿羅漢有退、住、進之別。初二句是退，次一句是住，後一句是進；此解與他派不同。 其他教義與犢子部略同。

## 引用
1. ↑  窺基《異部宗輪論述記》。